# Die Oma trägt jetzt einen Bubikopf
Die Oma trägt jetzt einen Bubikopf beginnt der Kehrreim zu einem “Schimmylied” von W. Nieveling auf einen Text von Otto Franz Krauss. Das Lied wurde von der Kölner Karnevalsgesellschaft Kuvent als Büttenmarsch erworben. Es erschien 1926 im Verlag Bieling, Gelsenkirchen.

## Hintergrund
Das Tragen des modischen Kurzhaarschnitts Bubikopf, dem notwendigerweise das (auch im übertragenen Sinne zu verstehende) Abschneiden des Zopfes vorausging, war nach dem verlorenen Weltkrieg auch ein Zeichen der ‘neuen’, d. h. emanzipierten Frau in der Weimarer Republik. Ein weiteres Phänomen war das Tanzen des transatlantischen Shimmy, das damals manchen Mann vor den Kopf stieß: nicht nur den konservativ eingestellten, der alten traditionellen Ordnungen nachhing und da “nicht (mehr) mitkam”:
Kehrreim:
 Die Oma trägt jetzt einen Bubikopf

Mit 70 Jahren schnitt sie ab den Zopf.

Sie tanzt und dreht sich nur im Shimmy-Schritt,

Da kann der Opapa nicht mit! 
Für den aus Ostpreußen gebürtigen Unterhaltungskünstler Otto Franz Krauss war das natürlich ein Gegenstand, der zu einem heiter-gesellschaftskritischen Text geradezu herausforderte. Ebenso wenig verwunderlich ist, dass das so entstandene Lied danach auch als Büttenmarsch im Karneval Verwendung fand. Es wurde in Berlin von jazz-orientierten Kapellen wie der des Italieners Gabriel Formiggini (auf dem neu gegründeten Vox-label) aufgenommen; bei Artiphon und deren Tochter „Hertie Record“ war es sogar von einer (leider ungenannten) „Jazzband mit Refraingesang“ zu hören. In Warschau spielte es der polnische Jazzpionier Henryk Gold mit seinem Tanzorchester für Syrena Rekord ein.

## Tondokumente
- Vox 8215 E (mx. 690 BB) Die Oma trägt jetzt einen Bubikopf! Foxtrot (W. Nieveling - O. F. Krauss) Gabriel Formiggini mit seinem Orchester.[2]
- Hertie Record [Artiphon] Nr. 465 (mx. 2564) Die Oma trägt jetzt einen Bubikopf (Otto Franz Krauss - Text: W. Nieveling [sic]). Jazzband mit Refraingesang[3]
- Syrena Rekord 17625 (mx. ? ) Die Oma trägt jetzt einen Bubikopf. Foxtrot (Krauss - Nieveling) Tanzorchester Henryk Gold. Aufgen. Warschau 1926.

## Notenausgabe
- Nieveling, W / [Komp.]: Die Oma trägt jetzt einen Bubikopf! : Schimmylied von Otto Franz Krauß. Musik von W. Nieveling ; Ausgabe für Salonorchester. Gelsenkirchen : Bieling, [ca.1926]. [17] Bl. [Beilage:] Die Oma trägt jetzt einen Bubikopf! : [Text] / Nach dem Schimmylied von Otto Franz Krauß. - 1 Bl. - Auf der Rückseite: “Die Oma dräht jitz och 'ne Bubikopp! : Von der großen Kölner Karnevalsgesellschaft Kuvent erworben als Büttenmarsch für Karneval 1926.”

## Archivalien, Literatur
- PDF Nachlass Otto Franz Krauß, Slg 38 Nr 32 Nieveling, W / [Komp.]
- Carola Katharina Bauer : Bubikopf und Seidenstrumpf. Die Darstellung der "Neuen Frau" der Zwanziger Jahre in den Medien der Weimarer Republik. Ein weibliches Erscheinungsbild als "Inbegriff der Frauenemanzipation"? GRIN Verlag 2017. ISBN 978-3668450059, 56 Seiten (= Studienarbeit 2007 im Fachbereich »Gesch. Europa - Deutschland - I. Weltkrieg, Weimarer Republik«, Universität Wien).
- Christina Frohn : “Löblich wird ein tolles Streben, Wenn es kurz ist und mit Sinn” - Karneval in Köln, Düsseldorf und Aachen AACHEN 1823 - 1914. Dissertation Bonn 1999. 466 Seiten, on line bei d-nb.info, hier S. 93, Anm. 460 und S. 425 zur Kölner Karnevalsgesellschaft Kuvent.
- Friedrich Hofmeister (Hrsg.) : Hofmeisters Handbuch der musikalischen Literatur Band 17, Teil 1 (1968), Verlag F. Hofmeister, S. 480.
- Gesa Kessemeier : Sportlich, sachlich, männlich – das Bild der „Neuen Frau“ in den Zwanziger Jahren. Zur Konstruktion geschlechtsspezifischer Körperbilder in der Mode der Jahre 1920 bis 1929. Edition Ebersbach, Dortmund 2000, ISBN 3-934703-04-6. 250 Seiten.

## Abbildungen
- Photo von Krauss.
- Etikett Vox 8215 E
- Reklame der „Syrena“ für Henryk Gold (1936).